# Monzo Bank
Monzo Bank es un banco británico digital con sede en Londres, Reino Unido. Antes de recibir una licencia bancaria, operó a través de una aplicación móvil y una tarjeta prepago de débito, convirtiéndose así en uno de los primeros challenger banks centrados en aplicaciones móviles en Reino Unido. Desde abril de 2017, ofrece cuentas corrientes a sus clientes. En septiembre de 2019, Monzo anunció que tenía 3 millones de usuarios

## Historia
Fue fundado como Mondo en 2015 por Tom Blomfield, Jonas Huckestein, Jason Bates, Paul Rippon y Gary Dolman. El equipo se había reunido mientras trabajaba en Starling Bank. En febrero de 2016, Mondo estableció el récord de "la campaña de financiamiento más rápido de la historia", cuando recaudó 1 millón de libra esterlina en 96 segundos a través de la plataforma de inversión de Crowdcube.
Dos semanas antes del cambio de nombre, a Monzo se le concedió una licencia bancaria restringida, por la Autoridad de Regulación Prudencial y la Autoridad de Conducta Financiera. A partir de abril de 2017, estas restricciones se han levantado. Actualmente tiene en funcionamiento una serie de tarjetas de débito prepagadas que ha emitido a los usuarios para fines de pruebas.
Estas tarjetas estarán en uso hasta que las cuentas corrientes estén disponibles para todos. El 16 de mayo de 2017, Monzo anunció que se habían gastado más de 250 millones de libras esterilinas a través de su tarjeta de prepago, entre 200 mil clientes.
Está registrada en Companies House bajo el nombre legal de Monzo e inicialmente cotizaba como Mondo. El 13 de junio de 2016, un blog de la empresa anunció que la marca había sido impugnada legalmente por una empresa no revelada con un nombre similar. Como resultado se organizó un concurso de sugerencias para nombrar y se dio a conocer el nuevo nombre el 25 de agosto de 2016.
En octubre de 2016, Monzo anunció una ronda de financiación provisional que valoraba a la compañía en 50 millones de libras esterlinas y recaudó 4,8 millones de libras esterlinas en el proceso liderado por Passion Capital. Esta ronda fue seguida con 2,5 millones de libras esterilinas de financiación campaña con el total prometió rápidamente golpear la cantidad objetivo.

### Tarjetas expedidas
Inicialment la compañía ha emitido con la colaboración de Wirecard, una variedad de tarjetas a aquellos clientes que quieran ser los primeros en probarlas. Se trata de tarjetas MasterCard prepagadas que el usuario puede recargar mediante transferencia bancaria o una tarjeta de débito existente. En diciembre de 2017, Monzo lanzó su primera tarjéta de débito Mastercard dirigida a los clientes con tarjetas prepago y nuevos clientes.
El saldo de la tarjeta se puede gastar utilizando contactless, chip+pin, banda magnética o aplicaciones en línea. Al igual que todos los proveedores de tarjetas, Monzo impone una serie de límites en la retirada de efectivo en cajeros automáticos, las cantidades de recarga, los pagos únicos y el saldo total de la tarjeta.

## Aplicaciones móviles
Monzo ha desarrollado aplicaciones para IOS y Android. Los pagos realizados con tarjetas Monzo disparan notificaciones de manera automática en tiempo real a través de dichas aplicaciones, donde además se pueden visualizar transacciones anteriores. Los usuarios pueden categorizar sus transacciones, "congelar" su tarjeta si es perdida o robada o marcar determinadas transacciones como gastos de empresa, entre otras funcionalidades.